# Mangosta vermella africana
La mangosta vermella africana (Galerella sanguinea) és una mangosta africana del gènere Galerella. Diversos altres membres d'aquest gènere són considerats sovint subespècies d'aquesta espècie, i la relació exacta entre aquestes espècies encara no és clara.

## Descripció
La mangosta vermella africana, una de les més petites de la seva família (Herpestidae), té el cos llarg i esvelt, amb les potes curtes, el musell llarg i una cua que és gairebé tan llarga com la resta del cos. El seu cos mesura entre 26 i 34 cm de llarg, la cua entre 23 i 31 cm, i té un pes que oscil·la entre 350 i 800 grams. Els mascles són de mitjana entre un 10 i 20% més grossos que les femelles.
El seu pelatge, que varia en funció de l'hàbitat, pot ser vermellós, groguenc o gris, i amb menor freqüència de color marró fosc. Sovint presenta motes per tot el cos, i l'extrem de la cua és de color negre o vermell. El pelatge dels individus que habiten en zones més humides i espesses és més fosc que el dels individus que viuen en zones més seques i obertes, probablement com una adaptació a l'entorn que els pot servir de camuflatge. La part ventral del pelatge és més clara que la resta.
Els individus joves tenen els ulls de color verd oliva, mentre que els ulls dels adults són de color ambre. Tenen 5 dits en cada pota, que poden estar molt separats els uns dels altres, i estan dotats d'urpes petites i esmolades, que els serveixen per grimpar als arbres.
La dentadura és formada per un total de 38 dents, segons la fórmula següent: {\displaystyle {\tfrac {3.1.4.2}{3.1.3.2}}}. El primer premolar superior és petit i de vegades absent, i les dents carnisseres són sòlides.

## Distribució i hàbitat
Les nombroses subespècies de la mangosta vermella africana es distribueixen per tota la sabana i les regions semiàrides de l'Àfrica subsahariana. Es desconeix si habiten al desert extrem o les parts densament boscoses de l'Àfrica equatorial.
Les mangostes vermelles africanes no són animals massa exigents en el que es refereix a l'hàbitat: viuen en una àmplia varietat de biomes dins del seu àmbit de distribució geogràfica, encara que és més comuna a les sabanes i les planes semiàrides. És molt poc freqüent a les zones espesses de boscos o als deserts.

## Comportament
Es tracta d'un animal ràpid i àgil, que passa més temps a dalt dels arbres que altres mangostes. S'ha comparat la seva habilitat per grimpar als arbres amb la de l'esquirol. Aquesta habilitat li permet caçar ocells als arbres. Per aquest raó, segons Macdonald, «els ocells sovint ataquen i es llencen en picat sobre aquesta espècie, mentre que ignoren altres que els suposen una amenaça menor». Com altres animals ben adaptats als arbres, i a diferència de la majoria de mangostes, baixen dels arbres de cap.
Són animals principalment diürns, que romanen al cau durant la part més calorosa del dia, però també cacen de nit quan hi ha lluna i el temps és temperat. Solen compartir els seus territoris amb altres individus de diverses espècies afins, amb les quals redueixen la competència pel fet de ser diürnes, ja que la majoria d'aquests parents (vivèrrids i mangostes) són nocturns. Es refugien en qualsevol lloc disponible: forats als troncs dels arbres o entre les arrels, esquerdes entre les roques, o caus abandonats.
Són una espècie menys social que altres mangostes. Se la pot veure generalment sola o en parelles. No sembla que mostrin un forta territorialitat, encara que viuen en uns territoris més o menys fixos. Els territoris dels mascles s'encavalquen, de manera que la dominància jeràrquica determina quin d'ells s'aparellarà amb les femelles de la zona, les quals tenen uns territoris més petits. Els territoris poden ser molt petits (1 km²) sí hi ha prou aliment, i més extensos en zones àrides.
Les marques d'olor són una important forma de comunicació amb els seus congèneres. Els adults són generalment silenciosos, però els joves solen emetre vocalitzacions suaus i repetitives.
Els seus enemics naturals més importants són els rapinyaires. Les mangostes vermelles africanes estan molt atentes als grans ocells que les sobrevolen. Generalment s'aturen, alçant-se sobre les potes del darrere i utilitzant la cua per mantenir l'equilibri, per obtenir una millor visió de l'entorn. Al primer senyal de perill es queden completament immòbils, i tot seguit, quan se senten amenaçades, corrent a posar-se a cobert. Quan estan excitades, erigeixen el pèl per semblar molt més grossos.

## Dieta
Són animals oportunistes que s'alimenten principalment d'insectes, però també mengen lacertilis, rosegadors, serps, ocells, amfibis o fruita. Quan se'ls presenta l'ocasió, mengen carronya i ous, els quals trenquen llençant-los amb les potes de davant entre les potes del darrere, contra alguna superfície dura. Com altres mangostes, poden donar mort a serps grosses i verinoses, les quals es mengen després. No obstant això, aquestes no representen una part significativa de la seva dieta.

## Reproducció
Els territoris dels mascles engloben generalment els territoris de diverses femelles. Quan els senyals aromàtics informen al mascle que una femella està en zel, té lloc un breu festeig que culmina amb la còpula. Sembla que l'activitat reproductiva es concentra entre els mesos d'octubre i abril. El període de gestació varia en funció de la ubicació i de la subespècie, però es creu que dura entre 60 i 70 dies, després dels quals neixen generalment dos cadells. Els experts creuen que aquesta espècie assoleix la maduresa sexual entre el primer i segon any de vida, i que podria viure fins a 10 anys. Els mascles d'aquesta espècie de mangosta no prenen part en la cria dels cadells.

## Relacions amb humans
La mangosta vermella africana és considerada un vector de la ràbia a l'est d'Àfrica. També maten i es mengen aus de corral quan tenen l'ocasió. Per aquestes raons, han estat l'objectiu de diversos esforços d'extermini. En el cantó positiu, ajuden a controlar plagues d'insectes i rosegadors. Per aquesta raó, altres espècies de mangosta han estat introduïdes en altres parts del món, encara que sovint fan més mal que bé.

## Estat de conservació
Com a espècie, la mangosta vermella africana està molt estesa i no es troba en perill. En canvi, hi ha molt poca informació destacable de la majoria de les seves subespècies, però com que està sotmesa a la mateixa pressió de caça que alguns dels seus parents (vivèrrids i altres mangostes) africans, alguns dels quals estan en perill, és probable que algunes subespècies estiguin amenaçades d'extinció.

## Taxonomia
No existeix un consens en referència a la taxonomia de mangosta vermella africana i les seves subespècies. En la majoria de literatura existent és coneguda com a Herpestes sanguineus, de la subfamília Herpestinae, integrant de la família Viverridae. Tot i que no hi ha consens, algunes de les publicacions més prestigioses, com són ITIS Standard i Mammal Species of the World, coincideixen en la catalogació de 26 subespècies.